# Bertea (gmina)
Bertea – gmina w Rumunii, w okręgu Prahova. Obejmuje miejscowości Bertea i Lutu Roșu. W 2011 roku liczyła 3239 mieszkańców.